# Kamov Ka-27

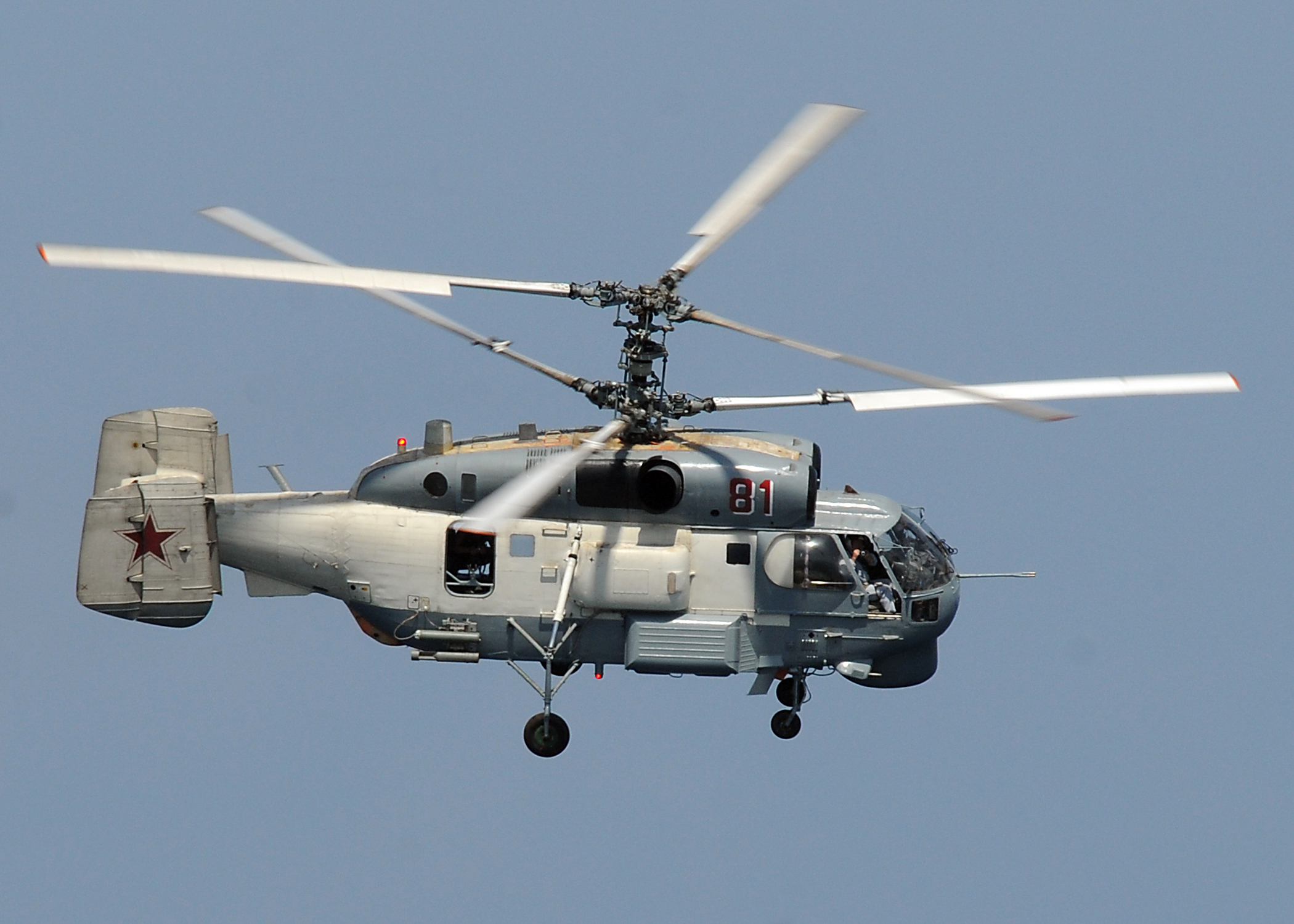
Kamov Ka-27

Schets Ka-27

De Kamov Ka-27 (Russisch: Ка-27) (NAVO-codenaam: Helix) is een militaire helikopter die voor de Sovjet Marine werd ontwikkeld. Het toestel doet dienst in Rusland, Oekraïne, Vietnam, Zuid-Korea, Portugal, China en India.

## Beschrijving
In 1970 startte de ontwikkeling van dit hefschroefvliegtuig voor pendeldiensten en bestrijding van onderzeeboten waarna het eerste prototype in 1973 vloog. Het toestel verving de 10 jaar oudere Kamov Ka-25 Hormone en het ziet er bijna hetzelfde uit, mede doordat het in dezelfde hangars moest passen. Zoals alle Kamov militaire helikopters heeft het een co-axiale rotor, waardoor een staartrotor overbodig is. Om het gebruik op zee mogelijk te maken is de Ka-27 zeer corrosiebestendig en heeft de romp luchtkussens voor een noodlanding. Bovendien zijn de rotorbladen verwarmd zodat de machine ook onder arctische omstandigheden gebruikt kan worden.
Varianten zijn onder meer de Ka-28 voor export, de Ka-29 militair transport (16 manschappen), de Ka-31 verkenningsversie en de civiele Ka-32 voor transport.

### Specificaties
- Bemanning: 1-3, plus 2-3 specialisten
- Lengte: 11,30 m
- Hoogte: 5,5 m
- Rotordiameter: 15,80 m
- Leeggewicht: 6.500 kg
- Max. startgewicht: 12.000 kg
- Topsnelheid: 270 km/u
- Kruissnelheid: 205 km/u
- Bereik: 980 km
- Plafond: 5.000 m
- Motoren: 2× Isotov turboshafts, 1.660 kW elk

## Afbeeldingen

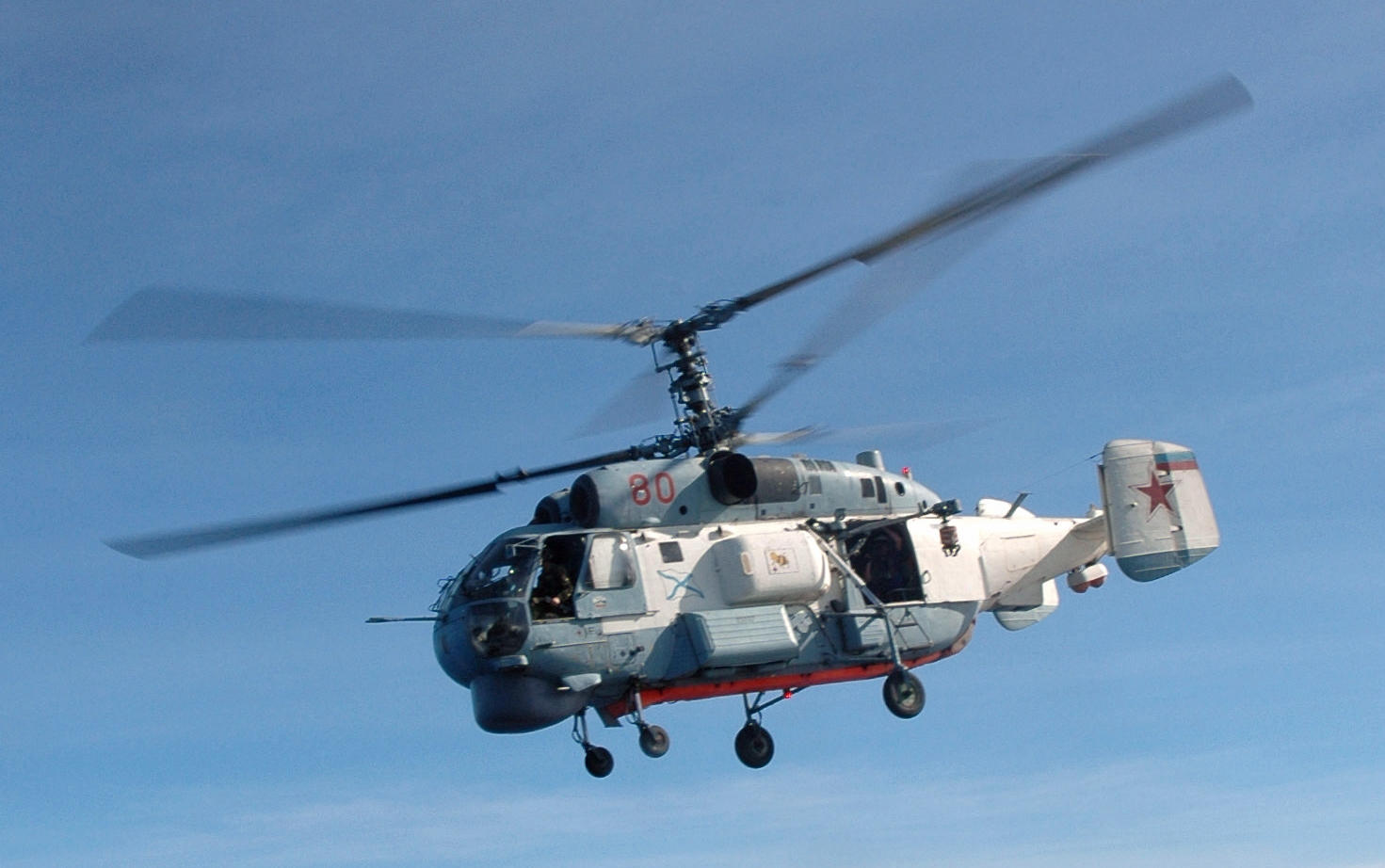
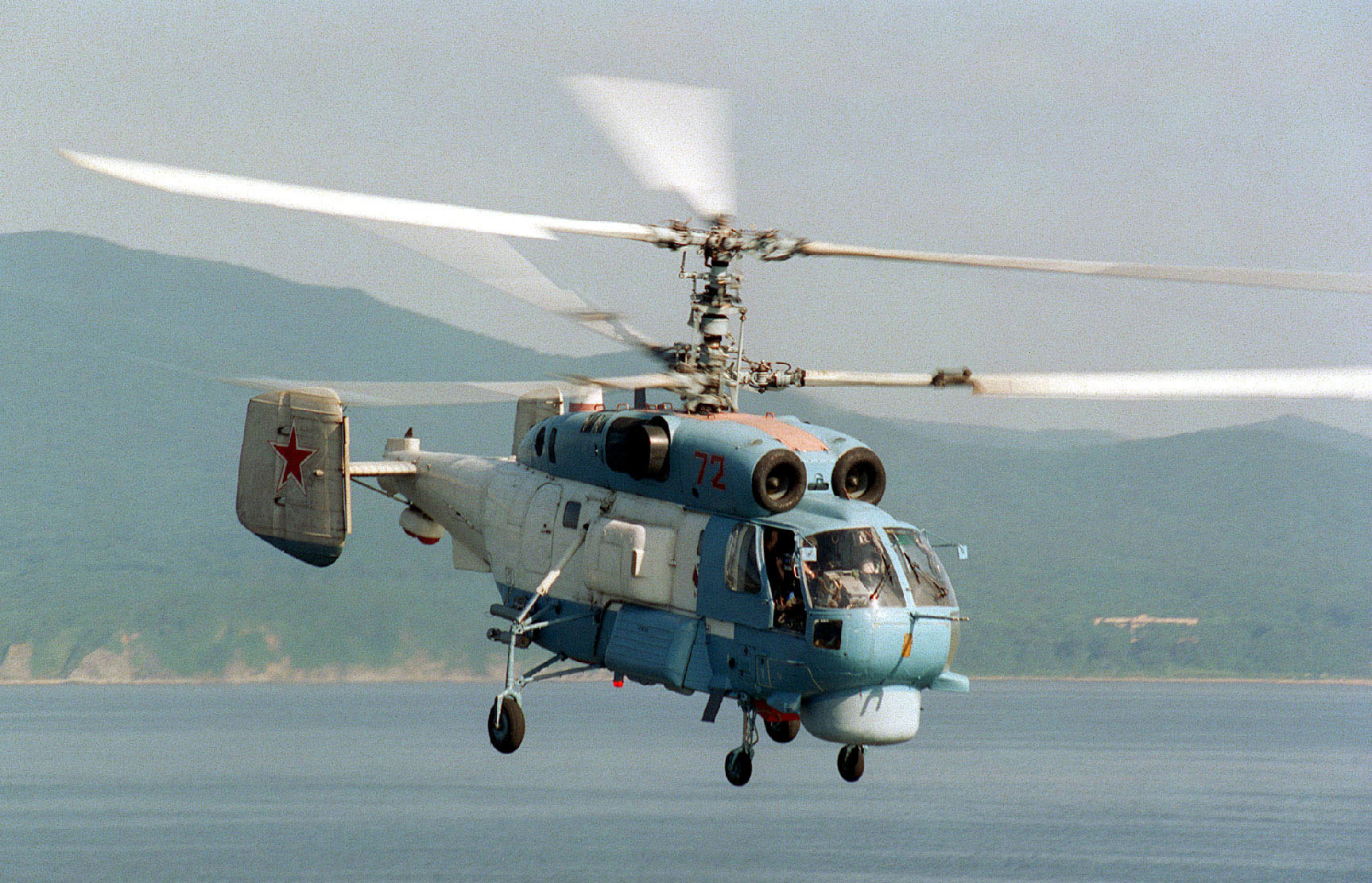
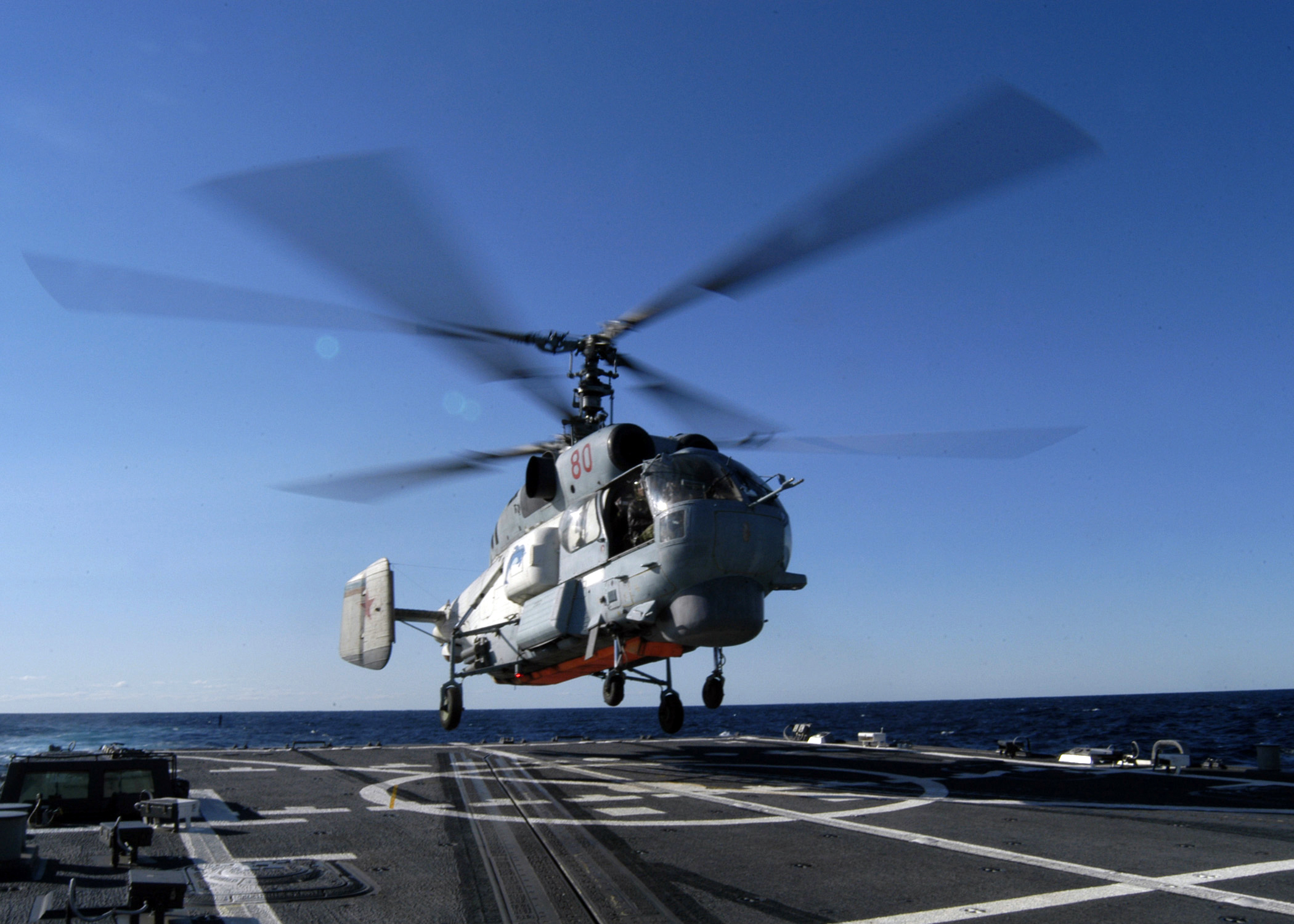
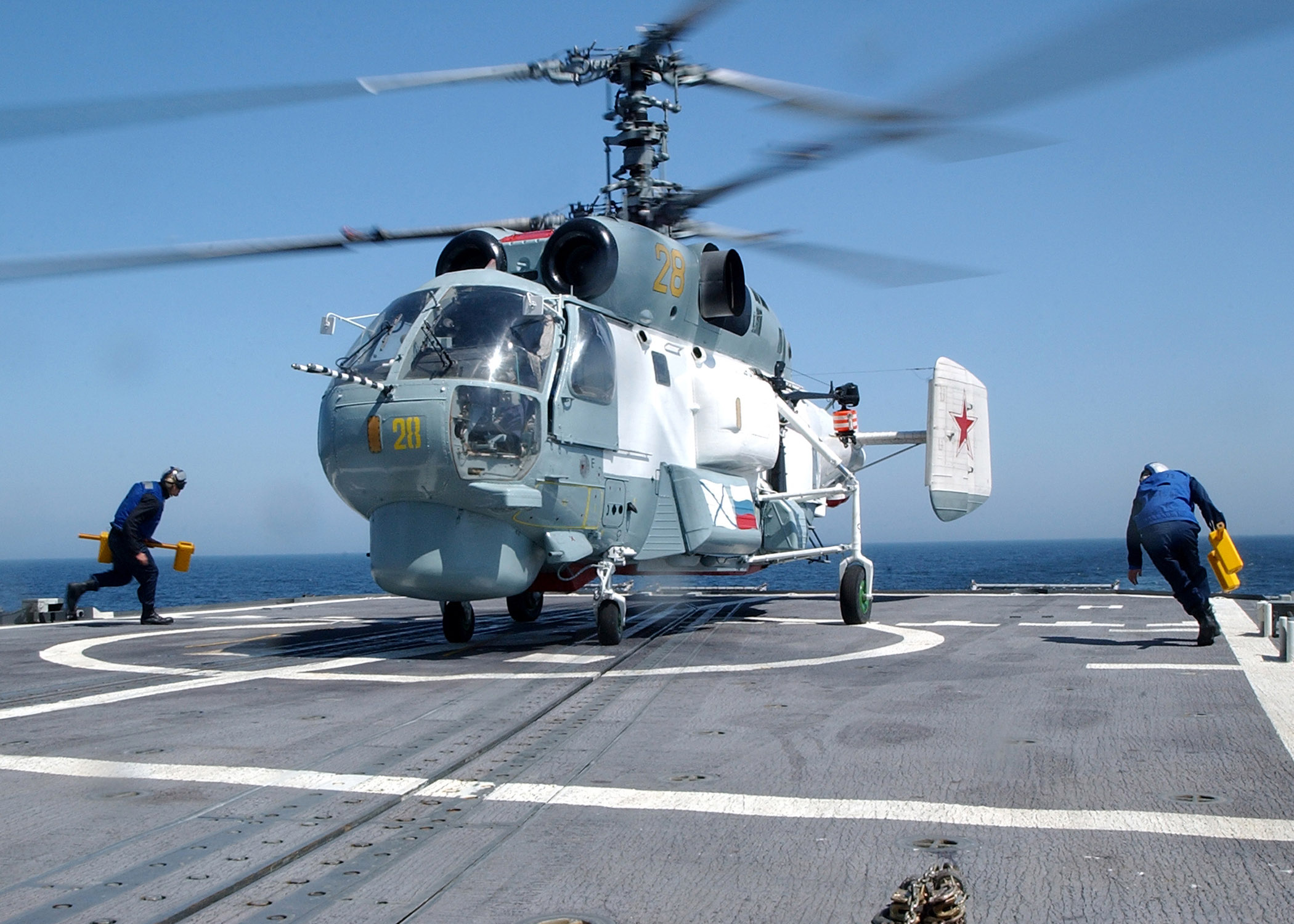
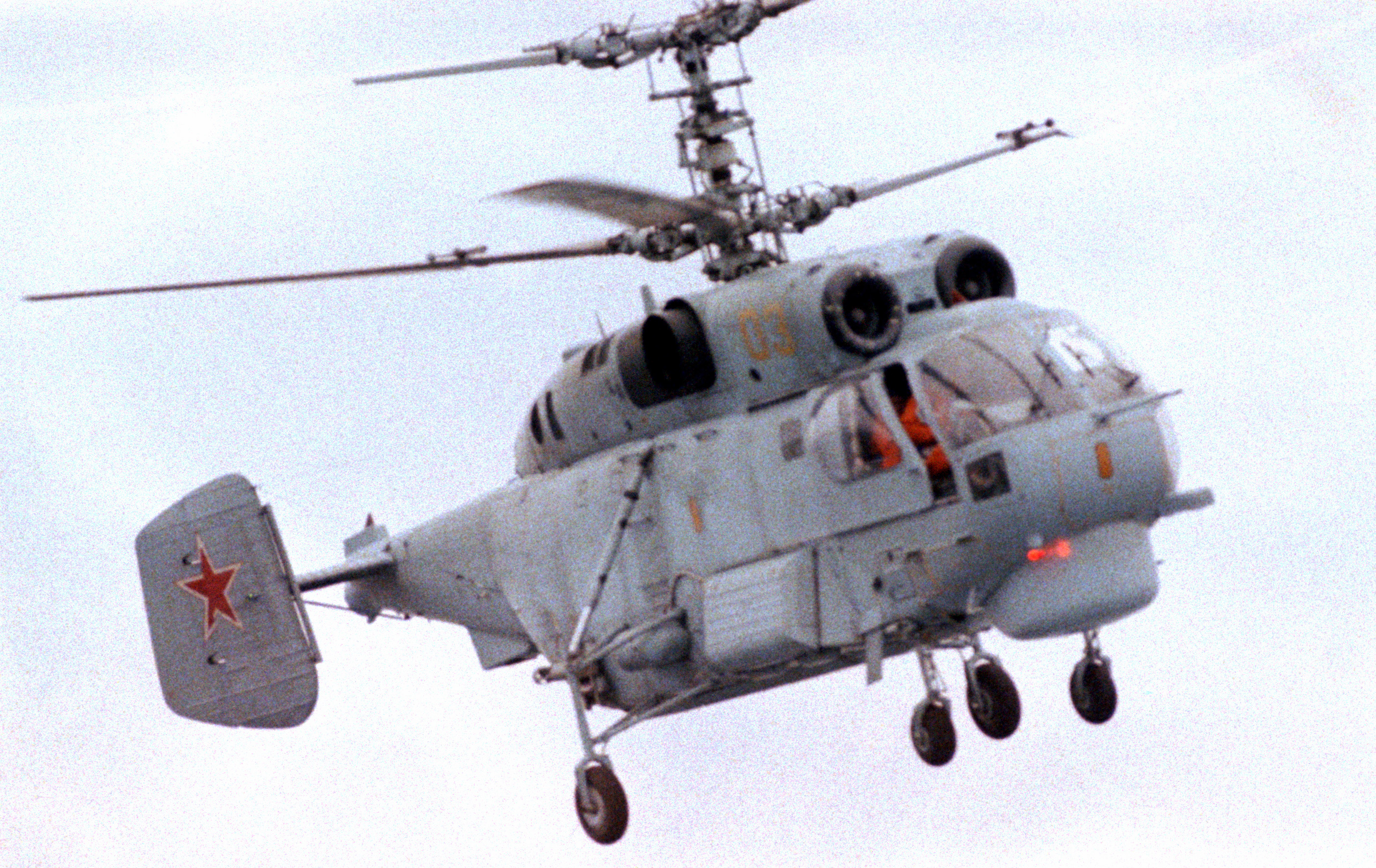

## Inzet in Nederland
Een civiele versie Ka-32 van de Zwitserse firma HeliSwiss werd in mei 2012 gebruikt voor de herbouw van het bovenste deel van de zendmast in Hoogersmilde. Stalen 4 meter lange torenelementen en tuikabels werden met deze helikopter opgehesen en door een aantal werklui boven in de toren aan elkaar bevestigd. In Zwitserland was deze helikopter, met een hefvermogen van 5000 kg, in gebruik bij de bouw van skiliften.